# Episodi di Dynasty (serie televisiva 2017) (terza stagione)
La terza stagione della serie televisiva Dynasty, ridotta a 20 episodi (a causa dell'emergenza COVID-19), è trasmessa dall'11 ottobre 2019 all'8 maggio 2020 su The CW, negli Stati Uniti.
In Italia l'intera stagione è stata uscita il 23 maggio 2020 su Netflix.
| nº | Titolo originale                                 | Titolo italiano                                        | Prima TV USA     | Uscita in Italia |
| -- | ------------------------------------------------ | ------------------------------------------------------ | ---------------- | ---------------- |
| 1  | Guilt Trip to Alaska                             | Sensi di colpa                                         | 11 ottobre 2019  | 23 maggio 2020   |
| 2  | Caution Never Won A War                          | Con la prudenza non si vincono le guerre               | 18 ottobre 2019  | 23 maggio 2020   |
| 3  | Wild Ghost Chase                                 | Caccia ai fantasmi                                     | 25 ottobre 2019  | 23 maggio 2020   |
| 4  | Something Desperate                              | Un tocco di disperazione                               | 1º novembre 2019 | 23 maggio 2020   |
| 5  | Mother? I'm At La Mirage                         | Mamma? Sono al La Mirage                               | 8 novembre 2019  | 23 maggio 2020   |
| 6  | A Used Up Memory                                 | Una memoria esaurita                                   | 15 novembre 2019 | 23 maggio 2020   |
| 7  | Shoot From The Hip                               | Pane al pane                                           | 22 novembre 2019 | 23 maggio 2020   |
| 8  | The Sensational Blake Carrington Trial           | Il sensazionale processo di Blake Carrington           | 6 dicembre 2019  | 23 maggio 2020   |
| 9  | The Caviar, I Trust, Is Not Burned               | Spero che il caviale non sia bruciato                  | 17 gennaio 2020  | 23 maggio 2020   |
| 10 | What Sorrows Are You Drowning?                   | Quali dolori stai affogando?                           | 24 gennaio 2020  | 23 maggio 2020   |
| 11 | A Wound That May Never Heal                      | Una ferita che non potrebbe rimarginarsi mai           | 31 gennaio 2020  | 23 maggio 2020   |
| 12 | Battle Lines                                     | La scelta                                              | 7 febbraio 2020  | 23 maggio 2020   |
| 13 | You See Most Things in Terms of Black & White    | Pensi che quasi tutto sia bianco o nero                | 21 febbraio 2020 | 23 maggio 2020   |
| 14 | That Wicked Stepmother                           | Quella perfida matrigna                                | 28 febbraio 2020 | 23 maggio 2020   |
| 15 | Up A Tree                                        | In cima all'albero                                     | 27 marzo 2020    | 23 maggio 2020   |
| 16 | Is the Next Surgery on the House?                | Ma il prossimo intervento lo offre la casa?            | 3 aprile 2020    | 23 maggio 2020   |
| 17 | She Cancelled...                                 | Ha annullato...                                        | 10 aprile 2020   | 23 maggio 2020   |
| 18 | You Make Being a Priest Sound Like Something Bad | Dai l'impressione che essere prete sia una cosa brutta | 17 aprile 2020   | 23 maggio 2020   |
| 19 | Robin Hood Rescues                               | Un salvataggio in stile Robin Hood                     | 1 maggio 2020    | 23 maggio 2020   |
| 20 | My Hangover's Arrived                            | Che sbornia!                                           | 8 maggio 2020    | 23 maggio 2020   |

## Sensi di colpa
- Titolo originale: Guilt Trip to Alaska
- Diretto da: Michael A. Allowitz
- Scritto da: Sallie Patrick, Josh Schwartz e Stephanie Savage

### Trama
Blake incolpa Adam di aver chiamato i sommozzatori che hanno portato alla luce i cadaveri di Trixie e Mac sepolti nel lago. Fallon è convinta che Adam sia responsabile anche delle condizioni di Liam, il quale giace in coma in ospedale. I sensi di colpa fanno avere a Fallon continue apparizioni di Trixie. Dominique vuole che Blake annunci il suo rientro ufficiale in famiglia alla raccolta fondi dei Carrington al Georgia Aquarium. Cristal tende la mano ad Adam, promettendogli che favorirà una sua riconciliazione con Blake, ma deve rendersi utile e rimuovere il loro dna dal cadavere di Mac. Adam riesce a introdursi travestito da medico nella camera di Liam, ma il ritorno di Fallon gli impedisce di compiere il suo diabolico piano. Anders aveva promesso a Blake che sarebbe rimasto al suo fianco finché i guai in corso non si fossero risolti, ma quando questi ha cacciato Kirby dalla tenuta decide di voltargli le spalle e andare a lavorare per Sam.
Adam manda il cadavere di Mac in cremazione. Dominique prende la parola alla raccolta fondi per difendere pubblicamente Blake, mentre Fallon pensa di ripulirsi la coscienza dichiarando l'intitolazione di una borsa di studio alla defunta Trixie. Kirby vorrebbe usare i soldi della Femperial per pagare la cauzione a Michael, da cui riceve però un rifiuto. Dominique è in combutta con Doug, un giornalista che sta seguendo gli scandali dei Carrington, promettendogli che lo ricompenserà quando avrà scalato la famiglia Carrington e lo indirizza a indagare i trascorsi familiari di Cristal. Una Fallon sempre più perseguitata dal fantasma di Trixie si reca alla polizia per dichiarare l'esatto svolgimento dei fatti. Blake è immediatamente tratto in arresto. Liam si risveglia dal coma, ma non riconosce Fallon e pensa che Ashley sia la sua fidanzata.

## Con la prudenza non si vincono le guerre
- Titolo originale: Caution Never Won a War
- Diretto da: Melanie Mayron
- Scritto da: Sallie Patrick, Josh Schwartz e Stephanie Savage

### Trama
Blake si ritrova a condividere la stessa cella con Michael che, bramoso di vendetta, tenta di mettergli contro gli altri detenuti. Preoccupato per i suoi affari, Blake ordina a Cristal e Adam di bloccare la vendita della Blue Belt Vineyard, la prima società acquisita dalla Carrington Atlantic e che per lui ha un valore sentimentale. Adam anticipa il consiglio all'insaputa di Cristal per farsi nominare amministratore delegato della Blue Belt Vineyard. Nonostante rischi anche lei di finire in prigione come il padre, Fallon vuole trascorrere gli ultimi giorni di libertà a cercare di far tornare la memoria a Liam. Lara però si mette in mezzo, non volendo che il figlio ricordi il suo passato con Fallon. Nel cantiere del futuro albergo di Sam vengono rinvenuti dei reperti storici che rischiano di rallentare i lavori. Dopo che Cristal le ha impedito di rilasciare un'intervista su Blake, Dominique promette alla stampa uno scoop decisamente più succoso.
La richiesta di cauzione di Blake è respinta. Questo perché Michael, in combutta con un agente sotto copertura tra i detenuti, gli ha fatto confessare l'omicidio di Mac. Fallon porta Liam fuori dall'ospedale, risvegliando in lui i ricordi del loro primo incontro, scatenando però l'ennesima sceneggiata da parte di Lara che finisce per indispettire lo stesso Liam. Sam organizza un media day in onore di Bernard McCarthy, il proprietario dell'edificio, ma scopre da un'erede dell'uomo che egli era favorevole alla conversione degli omosessuali. Fallon scampa il carcere, venendo condannata ai lavori socialmente utili. Essendosi resa conto che non potrà avere alcuna influenza finché non sarà ufficialmente una Carrington, Cristal sposa Blake nella cappella del carcere. Dominique inizia a far girare una fotografia di Blake che si è azzuffato con l'agente sotto copertura nel cortile del carcere. Lara fa emettere un'ordinanza restrittiva nei confronti di Fallon per allontanarla da Liam.

## Caccia ai fantasmi
- Titolo originale: Wild Ghost Chase
- Diretto da: Jeffrey W. Byrd
- Scritto da: Sallie Patrick, Josh Schwartz e Stephanie Savage

### Trama
Fallon inizia i lavori socialmente utili al giardino comunitario. Determinata a espiare le proprie colpe, la ragazza cede le proprie azioni nell'Atlantix a Michael, rendendolo azionista di maggioranza. Blake teme per la propria incolumità in carcere, dato che un compagno di cella ha tentato di soffocarlo con un cuscino. A preoccuparlo sono anche i rapporti sempre tesi tra Fallon e Adam, riferendo a quest'ultimo che la sorella gli ha chiesto di cacciarlo dalla tenuta. Dominique si attiva per ottenere la procura sui conti di Jeff, ma non ha idea di come rintracciare il fondo fiduciario su cui il figlio ha spostato tutti i beni. Sam deve vedersela nuovamente con Melissa Daniels, diventata presidente della Historical Alliance, che non intende annullare l’evento in memoria di Bernard McCarthy. Quando Sam inizia a metterle i bastoni tra le ruote, non volendo associare il suo albergo a un omofobo, Melissa gli fa revocare i permessi di edificazione.
Blake riesce a ottenere gli arresti domiciliari, corrompendo lo stesso compagno di cella che voleva soffocarlo affinché lo accoltellasse. Il signor Carrington rientra alla tenuta, dove è in corso una festa di Halloween, proprio nel momento in cui Fallon e Adam si stanno azzuffando. Motivo scatenante è stata l'accusa rivolta da Fallon ad Adam di aver sabotato il suo lavoro al giardino comunitario. Blake si mostra deluso dall'ennesimo comportamento infantile dei figli, anche se in separata sede confida a Fallon di aver capito che Adam sta cercando di danneggiarla. Tuttavia, Fallon ha torto sulla faccenda del giardino, poiché il responsabile in realtà è Evan Tate, il fratello di Trixie. Fallon ed Evan hanno comunque modo di chiarirsi, avendo Evan appurato come Fallon sia sinceramente pentita di quanto è successo a Trixie. Sam sigla un compromesso con Melissa, autorizzando il media day su McCarthy in cambio della menzione dell’hotel nella guida dei luoghi di Atlanta da visitare. Michael riferisce a Monica di aver visto Dominique aggirarsi nell'ufficio di Jeff. Costui fa la sua apparizione alla festa dei Carrington, smascherando Dominique per aver sottratto il gemello della camicia di Adam dalle prove in mano alla polizia. Cristal mette a segno il primo colpo da signora Carrington, ottenendo da Blake la co-presidenza della divisione vinicola assieme ad Adam.
Il mattino seguente Adam comunica a Fallon che Liam è stato dimesso dall'ospedale, vantandosi di aver suggerito a Lara di accogliere il figlio in casa sua; in questo modo, infatti, restano intatti gli effetti dell'ordinanza restrittiva verso Fallon. Quest'ultima non si abbatte, promettendo che non l'avrà vinta e riuscirà a riconquistare il cuore di Liam. Adam replica che farebbe meglio a sbrigarsi, avendo saputo che Liam e Ashley presto convoleranno a nozze.

## Un tocco di disperazione
- Titolo originale: Wild Ghost Chase
- Diretto da: Kenny Leon
- Scritto da: Sallie Patrick, Josh Schwartz e Stephanie Savage
- Canzoni eseguite dal cast: Everybody Wants to Rule the World (Blake e Adam), Against All Odds (Take a Look at Me Now) (Fallon), You Can't Hurry Love (Fallon e Sam), Burning Down the House (Blake, Cristal, Adam e Sam)

### Trama
Ristorato dalla prima notte fuori di prigione, Blake è proiettato alla degustazione di quella sera che, nelle sue intenzioni, servirà a rilanciare la Blue Belt. La notizia della presidenza congiunta però accende lo scontro tra Adam e Cristal, con il primo che non spedisce gli inviti della signora Carrington a giovani influencer da coinvolgere nel nuovo corso dell'azienda vinicola, nascondendoli dentro un cestino che piazza in camera di Fallon. Attirato dall'odore del cibo, il cane inavvertitamente apre il gas del caminetto. Fallon tenta di consegnare a Liam il manoscritto originale del suo libro, ma Adam ha preallertato Lara, dalla quale Fallon viene a sapere che il matrimonio con Ashley si terrà quel giorno stesso. Dominique chiede perdono a Jeff e Monica, promettendo loro che approfitterà della degustazione della Blue Belt per vendicarli. A una settimana dall'apertura dell'albergo, Michael chiede ad Anders di poter ospitare Victor, il nuovo centrocampista cubano dell'Atlantix, prospettandogli una futura collaborazione stabile tra il club e l'hotel.
La fuga di gas nella tenuta Carrington, di cui nessuno si è ancora accorto, causa a Fallon strane allucinazioni in cui vede sé stessa e i membri della propria famiglia cantare come se fossero in un musical. Cristal informa Blake che Adam gli ha volutamente tenuto nascosto il crollo delle vendite della Blue Belt, largamente dovuto ai guai giudiziari della famiglia. Adam taccia Cristal di voler assumere il pieno controllo dell'azienda, tanto da aver messo il suo volto sulle etichette del vino di ultima produzione. Fallon introduce Sam a casa di Liam per consegnargli il manoscritto, avendo anche l'occasione di parlargli al telefono appena prima che l'uomo si vada a sposare. Dominique droga alcune bottiglie di vino dei Carrington, pur garantendo a Blake che i loro accordi non sono cambiati, sempre a condizione che Jeff venga lasciato in pace. Victor rivela a Michael di aver accettato l'ingaggio dell'Atlantix per scappare da Cuba, dove è ricercato dalla malavita locale. Anders fa restare male Kirby, dicendosi contento che le cose tra lei e Michael non abbiano funzionato.
Alla degustazione Cristal mostra a Blake le nuove etichette del vino, dove al posto della sua faccia compaiono le immagini del colibrì e delle campanule, dimostrandogli che ha veramente a cuore i suoi ricordi d'infanzia. Liam comunica a Fallon che non ha sposato Ashley, però la lettura del manoscritto gli ha aperto gli occhi su quanto lei sia stata una persona egoista, ragione per cui non ha raggiunto l'obiettivo di farlo rinnamorare. Delusa dalle parole del padre e convinta che con Michael non possa esserci futuro, Kirby inizia a familiarizzare con Victor. Adam finalmente si accorge della fuga di gas in corso, ma quando tenta di chiuderlo scatena un'esplosione che lo colpisce in pieno volto. Con i figli Dominique si prende il merito dell'esplosione alla tenuta Carrington, dopodiché telefona a una certa Vanessa per informarla che il suo piano sta procedendo speditamente.

## Mamma? Sono al La Mirage
- Titolo originale: Mother? I'm At La Mirage
- Diretto da: Brandi Bradburn
- Scritto da: Sallie Patrick, Josh Schwartz e Stephanie Savage

### Trama
Adam è in convalescenza, nell'attesa di valutare l'entità dei danni riportati alla vista. Su proposta di Cristal, gli viene messa a disposizione Nadia, una fisioterapista specializzata in mobilità e orientamento, dovendolo preparare a un eventuale futuro da non vedente. Abbandonata ogni speranza di riconquistare Liam, Fallon vuole tornare agli affari e riprendersi la Femperial, che Kirby naturalmente si guarda bene dal restituirle. Fallon chiede l'aiuto di Evan, avvocato societario che la mette in guardia da Laureen Hall, l'amministratore delegato che Kirby sta per assumere e ha fama di essere un vero squalo. Dominique propone a Jeff di lavorare insieme, lanciando nuovi artisti sulla piattaforma streaming di cui il figlio è proprietario. Sam ha scelto di chiamare il suo hotel La Mirage e per l'inaugurazione assolda la famosa cantante Ashanti, promettendole che le farà conoscere Victor, calciatore della sua squadra del cuore. Nessuno sa che la barista del La Mirage è Vanessa, la figliastra di Dominique.
Blake è preoccupato perché per il suo processo è stato scelto il giudice Fairbanks, notoriamente ostile verso i ricchi. Cristal riconosce che Fairbanks ha avuto contatti con la sua famiglia, dovuti a problemi con il figlio. Girando per casa Carrington, Nadia si accorge che tutti detestano Adam e prova a fargli capire che ha bisogno di lei per sopravvivere, nelle condizioni in cui è adesso, in questo covo di serpi. Fallon fa ubriacare Kirby all'inaugurazione del La Mirage, premurandosi di invitare Laureen Hall per mostrarle quando la ragazza è inaffidabile. Vanessa droga il cocktail di Ashanti, in modo da potersi esibire al suo posto. Jeff rivela a Dominique i gravi problemi di salute causati dall'avvelenamento di Adam, prospettandole che presto potrebbe perdere le proprie facoltà comunicative e motorie. Anders avverte Sam che vuole essere trattato come socio alla pari, altrimenti farà ritorno alla tenuta Carrington. A causa delle fotografie online della serata, i malavitosi che sono a caccia di Victor sanno dove trovarlo.
Cristal costringe il giudice Fairbanks ad abbandonare la causa di Blake, se non vuole che siano divulgate le foto dei suoi intrallazzi. Blake fa un discorso duro ad Adam, obbligandolo ad accettare la presenza di Nadia, altrimenti l'unica alternativa è il trasferimento in un istituto specializzato. Viste le fotografie online di Victor, Michael si precipita al La Mirage e mette in fuga gli sgherri che lo stavano pestando. Sam inizia a prendere le prime decisioni importanti sulla gestione del La Mirage, presentando Anders come suo socio. Kirby non desiste nel braccio di ferro con Fallon, essendosi resa conto che la casa editrice le servirebbe unicamente allo scopo di riaccalappiare Liam. Per dimostrarle che si sbaglia, Fallon restituisce a Liam i suoi beni personali che erano rimasti nella tenuta, compresa una maschera che risveglia in lui il ricordo di un loro ballo. Il disinteresse di Liam verso Fallon sembra così vacillare, peccato che la ragazza abbia appena deciso di concedere un'opportunità a Evan.

## Una memoria esaurita
- Titolo originale: A Used Up Memory
- Diretto da: Matt Earl Beesley
- Scritto da: Sallie Patrick, Josh Schwartz e Stephanie Savage

### Trama
Fallon si appresta a lanciare il rebranding della sua società. Evan la aiuta ad acquisire i diritti sul nome Fallon Unlimited che tanto desiderava e vorrebbe invitarla a cena per favorire una riconciliazione con sua madre. Siccome però Liam le aveva già chiesto di potersi incontrare per provare a recuperare ulteriori ricordi della loro relazione, Fallon chiede a Evan di spostare il loro appuntamento, senza spiegargli la ragione. Dominique progetta di far entrare Vanessa nell'etichetta musicale di cui Fallon e Monica sono azioniste, ma la figliastra è distratta da Michael, con il quale l'affinità sta crescendo. Preoccupato per un sondaggio da lui commissionato in cui risulta che la stragrande maggioranza dell'opinione pubblica lo detesta, Blake annuncia a Cristal che devono mettere in atto un misterioso “piano b” e, trovandosi il signor Carrington ai domiciliari, dovrà essere lei a occuparsene. Tornata felicemente single dopo le recenti disavventure, Kirby si dà la missione di trovare un uomo a Sam.
Grazie a Nadia che ha ascoltato una conversazione tra Fallon e Monica, Adam fa in modo che Evan scopra della cena a tu per tu tra la sorella e Liam. Dominique è furiosa con Vanessa perché ha saltato l'audizione per stare con Michael, sentendosi rispondere dalla figliastra che vuole essere lasciata libera di pensare a sé stessa. Dominique minaccia Michael di mandarlo in rovina se non interromperà subito la frequentazione con Vanessa. Blake e Cristal riescono a slacciare il braccialetto elettronico, consentendogli di uscire di casa per incontrare il funzionario che si occupa della logistica legata alla giuria del processo. Quello che entrambi ignorano è che Jeff ha hackerato il braccialetto elettronico; dunque, sa che Blake ha violato gli arresti domiciliari e potrà usare questa informazione per ricattarlo. Kirby resta affascinata da Joel Turner, un giovane conferenziere che bazzica al La Mirage. Sam invece è preoccupato perché la faccenda di Victor gli sta facendo saltare le prenotazioni delle squadre ospiti dell'Atlantix.
Liam si presenta alla conferenza stampa in cui Fallon annuncia il lancio della Fallon Unlimited, dichiarandole il proprio amore. La ragazza cede ed Evan incassa con fatica, visto che quella conferenza serviva anche a presentarlo ufficialmente come legale della società. Esternamente Evan non si mostra arrabbiato con Fallon, approvando che possa decidere di riprovarci con Liam, ma di nascosto si appropria dei capelli attaccati alla sua spazzola. Adam e Nadia mettono le mani sul testamento di Blake, da cui risulta Cristal come unica erede. Jeff informa Blake di aver scoperto la violazione degli arresti domiciliari e il suo tentativo di corruzione con la giuria del processo, avvertendolo che non esiterà a usarli contro di lui. Blake confida a Cristal di non sentirsi tranquillo, poiché teme un avversario come Jeff.

## Pane al pane
- Titolo originale: Shoot from the Hip
- Diretto da: Geoffrey Wing Shotz
- Scritto da: Paula Sabbaga

### Trama
È il Ringraziamento e Blake, temendo che possa essere l'ultimo da uomo libero, vuole che la famiglia resti unita. A indispettirlo è l'ennesima discussione tra Adam e Cristal, dovuta al fatto che il primo si è fatto avanti per guidare la fondazione Carrington e la seconda lo ha definito inadatto a questo ruolo. Per dimostrare a Blake che possono collaborare in armonia, Cristal propone ad Adam di preparargli insieme una torta della sua bisnonna. Fallon vuole offrire un lavoro all'acclamato direttore creativo britannico Landon, ma allo stesso tempo non può lasciare Liam da solo perché teme che non standogli accanto possa perdere i ricordi, così lo convince a seguirla per scrivere un articolo sull'hotel in cui alloggeranno. Michael pretende che Dominique racconti a Jeff e Monica la verità su Vanessa, la quale nel frattempo sostiene l'audizione per suonare al Club Colby. Il La Mirage continua a fronteggiare un calo di prenotazioni, così Sam si convince ad affidarsi al pr Fletcher Myers, una conoscenza di Fallon.
Adam e Nadia bruciano la torta per Blake, affinché Cristal sia costretta a precipitarsi a comprare le noci, prendendo una macchina con le gomme a terra e che si ferma in una zona non coperta dalla rete telefonica. Landon riconosce Liam come un suo ex tirocinante. Fallon spera di sfruttare questa scoperta a proprio vantaggio, ma Landon si dedica per tutta la giornata ad attività per soli uomini con Liam, offrendogli per di più un lavoro da scrittore a Londra. Non dandosi per vinta, Fallon li segue in una battuta di caccia al tacchino, finendo inavvertitamente per sparare a Landon a un fianco. Dominique recide l'accordo con Blake, avendo ottenuto da questi un fascicolo sul passato di Michael. Sam non vuole ascoltare i consigli di Fletcher e decide di agire di testa sua. Il ragazzo organizza una mensa per senza tetto che rilancia l'immagine del La Mirage. Contento che Sam abbia imparato a muoversi con le proprie gambe nel mondo alberghiero, Anders gli comunica che è venuto il momento per lui di fare ritorno alla tenuta Carrington.
Alla cena del Ringraziamento Cristal si accorge della complicità tra Adam e Nadia, pentendosi di averlo difeso un attimo prima davanti a Blake per l'imprevisto della torta. Blake offre ad Adam il ruolo di presidente della fondazione Carrington, con Cristal che a cena terminata torna a evocare lo spettro dell'istituto. Fallon si scusa con Liam per averlo usato, avvisandolo che ha inviato il suo articolo ad alcuni capo-redattori per aprirgli nuove opportunità lavorative. Invitata a cena da Monica che ha deciso di sotterrare l'ascia di guerra, Dominique sperava di trascorrere una tranquilla cena del Ringraziamento, peccato che Vanessa le riveli di essere la sua sorellastra. Nadia sale a bordo della macchina di Fallon, ricevendo da quest'ultima i soldi per il lavoro che sta facendo con Adam, rivelando quindi di essere in combutta con lei.

## Il sensazionale processo a Blake Carrington
- Titolo originale: The Sensational Blake Carrington Trial
- Diretto da: Melanie Mayron
- Scritto da: Sallie Patrick, Josh Schwartz e Stephanie Savage

### Trama
Michael, Fallon e Anders sono citati dall'accusa come testimoni nel processo contro Blake. La procuratrice Erica Brown offre ad Anders l'immunità in cambio di una confessione che inchiodi Blake, ma il maggiordomo giura fedeltà al padrone e respinge la proposta. Fallon promette a Liam, incaricato di seguire il processo per la rivista, che non censurerà il suo articolo, anche se parlerà male dei Carrington. Contrariamente a Monica, Jeff non nutre alcun risentimento verso Dominique, pur precisando che non accetterà Vanessa sulla piattaforma streaming. Cristal scopre la congiura tra Fallon e Nadia, partecipando anche lei per assestare il colpo di grazia ad Adam. Costui inizia ad avere dei brevi momenti in cui sembra poter recuperare la vista.
Le deposizioni di Michael e Fallon mettono nei guai Blake. L'ex autista descrive Mac come un faccendiere al servizio del signor Carrington, il quale si è peraltro già macchiato dell'omicidio di suo padre. La figlia invece, premettendo che non è possibile diventare ricchi senza scendere a compromessi, ammette di ritenere capacissimo suo padre di uccidere. Nel controinterrogatorio Fallon è accusata di odiare Blake per averla esclusa dal testamento. Agitata per l'articolo che Liam scriverà sul processo, Fallon si introduce mascherata in ufficio, eliminando l'intero contenuto del cloud. Inoltre, con l'aiuto di Cristal e Nadia, inscena una finta lite tra la matrigna e Blake in cui quest'ultimo è accusato di averla tradita con Nadia, con l'auspicato risultato di mandare Adam fuori di testa.
Anders crede che Kirby abbia passato informazioni all'FBI contro Blake. Quando scopre che il padrone l'ha minacciata di lasciare la città, Anders accetta l'accordo della Brown per testimoniare contro a Blake, ma a sorpresa si prende lui la colpa dell'omicidio di Mac, reato per il quale non può essere perseguito. Monica offre a Vanessa di seguirla a New York per l'apertura di un nuovo Club Colby. Adam, che ha ormai pienamente recuperato la vista, dà fuoco al vigneto della Blue Belt. Accorso sul posto con Fallon, Liam recupera il ricordo che è stato Adam a colpirlo con il vaso, scagliandosi contro di lui e rischiando di precipitare nel vuoto. La Brown annuncia trionfante di aver un super testimone in grado di far condannare Blake: Alexis, nel frattempo diventata la moglie di Jeff.

## Spero che il caviale non sia bruciato
- Titolo originale: What Sorrows Are You Drowning?
- Diretto da: Melanie Mayron
- Scritto da: Sallie Patrick, Josh Schwartz e Stephanie Savage

### Trama
Adam cade dal traliccio, cavandosela con alcune leggere contusioni. Blake vuole che Alexis testimoni subito, altrimenti potrebbe avere il tempo di architettare una delle sue trovate. Alexis cerca sponde nella famiglia, ma né Fallon, né Adam intendono riallacciare i rapporti con lei. Oltre al processo, Blake deve digerire anche la distruzione del vigneto della Blue Belt, fatto di cui incolpa solo ed esclusivamente Adam, rifiutandosi di credere al racconto di cosa lo ha indotto a compiere questo insano gesto. Jeff manifesta insofferenza dopo aver saputo che Alexis si vede con Dominique, rammentandole che dietro al loro matrimonio c'è un preciso accordo volto a danneggiare Blake. Sam è rimasto colpito da Fletcher, con il quale l'ultima volta si è baciato, così organizza un appuntamento romantico al La Mirage.
Al processo Alexis testimonia di aver visto Blake strangolare Mac a mani nude. Il signor Carrington non vede alternativa all'attivare il famigerato “piano b”, con Cristal che tenta di intimidire una giurata in bagno, indossando un paio di scarpe rosse che poi sostituisce al volo in modo da scampare ogni accusa di corruzione, ottenendo l'auspicata ricusazione della giurata con un sostituto corrotto. Fallon contatta Becky, l'estetista di fiducia di Alexis, scoprendo che il trattamento a cui si era sottoposta la sera dell'omicidio di Mac durava quattro ore; quindi, sua madre non avrebbe mai potuto essere a casa nel momento in cui si sono svolti i fatti. Pensando di riconquistare l'affetto del padre, Adam investe tutti i suoi risparmi per acquistare il vigneto attiguo a quello bruciato.
La giuria non raggiunge un verdetto, il che comporta l'annullamento del processo fintanto che non emergeranno nuove prove a carico di Blake. Il nuovo vigneto non soddisfa Blake, visto il suo legame sentimentale con la Blue Belt, ragione per cui ordina ad Adam di lasciare la tenuta entro sera. Adam ripara nel loft di Alexis, con il benestare di Anders. Spinta da Alexis fuori dal tribunale, Dominique decide di raggiungere Monica a New York per allontanarsi dall'ingombrante nuora acquisita. Sam licenzia Fletcher come consulente del La Mirage, in modo da poterlo frequentare sentimentalmente. Fallon comunica a Cristal di aver capito che suo padre è colpevole dell'omicidio di Mac, constatando che entrambe hanno fatto assolvere un colpevole.

## Quali dolori stai affogando?
- Titolo originale: What Sorrows Are You Drowning?
- Diretto da: Pascal Verschooris
- Scritto da: Sallie Patrick, Josh Schwartz e Stephanie Savage
- Canzone eseguita dal cast: Happy Together (Fallon e Adam)

### Trama
Anders chiede l'aiuto di Fallon perché Kirby, sotto l'influenza del conferenziere Joel, sta dilapidando il suo patrimonio e non ha voluto rivolgersi a Blake, considerando che è stato lui a cacciarla. Blake organizza una festa a tema marinaro per celebrare la vittoria del processo e riottenere la tessera associativa dello yatch club. Faticando a dominare i sintomi della neurotossicità, Jeff vende le sue quote nell'Atlantix a Michael, in modo da potersi dedicare completamente alla propria salute. Quando viene informata che Kirby ha venduto la Femperial, Fallon mette in piedi una vera e propria task force per salvarla, coinvolgendo anche Adam che dovrà infiltrarsi nella comunità di Joel come medico, promettendogli che in cambio metterà una buona parola per il suo ritorno alla tenuta. Cristal trova un bossolo nel prato in cui era caduta da cavallo, ma Blake la derubrica a semplice coincidenza. Non appagata dalla risposta del marito, Cristal inizia a fare domande agli inservienti, mettendo in allerta Alexis. Aiutato da Sam e Fletcher, Michael organizza un incontro con alcuni manager per i diritti di denominazione sullo stadio dell'Atlatix.
Adam e Fallon entrano a Sinergy, la comunità di Joel, fingendosi un medico e la sua infermiera. Qui scoprono che Joel ha convinto Kirby a sposarlo, così da mettere le mani sul suo patrimonio. Dopo aver tentato senza successo di far saltare il matrimonio, Fallon si scusa con Kirby, invitandola a prendere la decisione che ritiene più giusta per lei. Kirby si autoconvince che Fallon ha ragione e fa ritorno a casa con lei e Adam. Il presidente dello yatch club non intende sostenere il rientro di Blake, accampando la sua non assoluzione piena e una reputazione a pezzi. Quando minaccia di rivelare alcune discrepanze nel bilancio del club, Blake ottiene ciò che desiderava. Cristal ha scoperto che il proiettile è dello stesso calibro di quello con cui è stato ucciso Mark, intuendo che Alexis ha mentito nell'attribuire la colpa dello sparo a Mac. Mentre Blake brinda per il suo gran rientro in società, Cristal e Alexis si azzuffano nel laghetto della tenuta. Michael si arrabbia quando scopre che i potenziali acquirenti non sono intenzionati ai diritti di denominazione dello stadio, timorosi della cattiva pubblicità dovuta alla zona degradata in cui si trova l'impianto.
L'esperienza a Sinergy ha aperto gli occhi a Fallon sul fatto che, quando non è soggiogata dal peso della sua famiglia, riesce a essere una persona migliore rispetto alla cinica donna d'affari. Per questo motivo, la ragazza sente il bisogno di allontanarsi dalla tenuta, lasciando un biglietto a Blake che si mostra scettico sulle reali intenzioni della figlia, la quale a suo dire presto tornerà all'ovile. Cristal ragguaglia Blake su quanto scoperto a proposito di Alexis, portandolo a comprendere che hanno ucciso un uomo innocente.

## Una ferita che non potrebbe rimarginarsi mai
- Titolo originale: A Wound That May Never Heal
- Diretto da: Brandi Bradburn
- Scritto da: Sallie Patrick, Josh Schwartz e Stephanie Savage

### Trama
Preda dei rimorsi per quanto fatto a Mac, Blake e Cristal scelgono la strategia dell'ignorare Alexis, peraltro proprio adesso che il signor Carrington sta tornando sulla cresta dell'onda. L'ascesa di Blake sta oscurando Fallon, la quale vuole lanciarsi nello streaming e punta a chiudere un accordo con il network europeo Corrent Media. Non avendo abbastanza abbonati in Europa, Fallon intende approfittare di una partita dell'Atlantix contro la squadra spagnola del Falcones per farsi pubblicità durante l'intervallo. Blake fa concorrenza alla figlia, comprando la società di streaming Silver Flix che rischia di soffiarle l'intesa con la Corrent Media. Alexis vuole allearsi con Adam, ma Jeff oppone un categorico rifiuto a collaborare con chi lo ha avvelenato. Ad Alexis non resta che denunciare la presenza di Adam nel suo loft, affinché Blake lo cacci via e alimenti l'astio verso di lui. Fletcher teme che Sam fatichi ad ammettere che la loro relazione sta diventando una cosa seria.
Fallon organizza in autonomia lo spettacolo dell'intervallo, assoldando Sam come mascotte e sparando fuochi d'artificio contro il parere di Michael e Fletcher. L'utilizzo dei fuochi rende inagibile il campo e Michael ordina a Fallon di tenerlo fuori dalla sua faida familiare. La terapista consiglia a Cristal di affrontare Alexis, benché quest'ultima non sia affatto pentita e le dica chiaramente di detestarla. Cristal si rivolta contro Blake, accusandolo di fare la guerra alla persona sbagliata, cioè Fallon. Alexis costringe Jeff ad accettare la presenza di Adam, obbligando il marito a rivelarle l'avvelenamento. Alexis pretende da Adam una prova di fedeltà, altrimenti non muoverà un dito contro la sua cacciata dalla tenuta. Adam confessa in un video girato da Alexis di aver avvelenato Jeff, in modo tale che costui ne accetti i servigi. Fletcher incolpa Sam di aver seguito Fallon nella stramberia dello spettacolo pirotecnico, mettendolo davanti al fatto che deve dimostrarsi pronto ad avere una relazione matura.
Dopo aver reclutato Adam, Alexis tenta di fare altrettanto con Fallon. La figlia insiste nel volersi muovere in autonomia rispetto ai genitori. Sam è pronto a dichiarare il proprio amore a Fletcher, scoprendo tuttavia che è sposato. Fallon comunica a Michael che lo spettacolo pirotecnico ha avuto un insperato successo, tanto da riavviare le trattative con la Corrent Media; forte di questo inatteso sviluppo, Fallon propone a Michael che sia la Unlimited ad acquistare i diritti di denominazione dello stadio dell'Atlantix. Alexis e Jeff estorcono un'intercettazione al responsabile ambientale della Carrington Atlantic. Cristal attiva i suoi contatti in Messico per uccidere Alexis.

## La scelta
- Titolo originale: Battle Lines
- Diretto da: Matt Earl Beesley
- Scritto da: Sallie Patrick, Josh Schwartz e Stephanie Savage

### Trama
Il nuovo grande obiettivo di Blake è riprendersi la Carrington Atlantic, che la Van Kirk Industries è in procinto di vendere alla Oakley Corporation. Anders scopre che dietro alla Oakley ci sono nientemeno che Jeff e Alexis. Tra partenze e allontanamenti, il signor Carrington avverte un senso di solitudine, anche perché Cristal è andata in Messico, ufficialmente a trovare parenti. Fallon vuole provare l'esperienza di comprare casa da sola. Liam non capisce per quale motivo Fallon non voglia un nido d'amore che comprenda entrambi, ma fa buon viso e si offre di aiutarla. Alexis vuole comprare la Chlorcyte, una società che sta sviluppando una terapia sperimentale contro la malattia di Jeff. Il ritorno di Dominique da New York crea scompiglio in casa Colby, scatenando la gelosia di Alexis che non la vuole tra i piedi. Adam sostiene un colloquio all'Atlanta General per poter riprendere a esercitare la professione medica, mentre Kirby si è presa una cotta per lui. Volendosi lasciare alle spalle la delusione Fletcher, Sam organizza una serata per cuori solitari al La Mirage in cui si viene invitati tramite lettere anonime.
Blake chiede a Dominique di poter accedere a casa di Jeff per sgominare il suo piano di acquisto della Carrington Atlantic. Tra i documenti sulla scrivania trova gli esami medici a cui Jeff si sta sottoponendo, così acquista la Chlorcyte per barattarla con la Carrington Atlantic. Jeff rifiuta lo scambio, convinto che troverà un'altra via per curarsi. Fallon adocchia una villa che vuole assolutamente accaparrarsi, ma l'anziana proprietaria Ester Winslow vende soltanto alle famiglie. Anziché dire la verità alla Wislow come suggerito da Liam, Fallon affitta due bambini per fingersi una mamma con figli. La messinscena sembra funzionare, però Liam si arrabbia perché Fallon ha progettato l'acquisto della villa pensando al loro futuro insieme, senza consultarlo. Adam ha ricevuto un invito al La Mirage, convinto che si tratti di Nadia, mentre invece era di Kirby. Quando scopre da Sam che è stata Kirby a invitarlo, Adam ci resta male e se ne va. Sam smette di ignorare i messaggi di Fletcher, riaprendo un canale di comunicazione con lui. Vanessa ritorna ad Atlanta, senza sapere che Michael è andato a letto con Dominique.
Fallon si scusa con Liam, promettendogli che eviterà di prendere lei tutte le decisioni e inizierà a votarsi all'arte del compromesso. Kirby si scusa con Adam, andando a letto con lui nonostante i suoi scatti d'ira dovuti al tradimento subito da Nadia. Cristal torna dal Messico nello stesso momento in cui Dominique arriva con i bagagli. Blake spiega alla moglie che, come parte dell'accordo per essere entrato in casa di Jeff, ha dovuto accettare il trasferimento della sorella nella tenuta.

## Pensi che quasi tutto sia bianco o nero
- Titolo originale: You See Most Things in Terms of Black & White
- Diretto da: Heather Tom
- Scritto da: Sallie Patrick, Josh Schwartz e Stephanie Savage

### Trama
Come ci si poteva aspettare, la presenza di Dominique agita gli animi in casa Carrington. Blake le ricorda che il loro accordo, della durata di un anno, è soggetto a clausole ben precise per rendere la convivenza meno difficoltosa possibile. Dominique ha appena firmato un contratto per realizzare un reality show, Casa di Deveroo, e vuole a tutti i costi farsi amica Cristal. Fallon non riesce a trovare il momento giusto per fare la proposta di matrimonio a Liam. Il fidanzato deve partire per Londra, dove spera di vendere i diritti del nuovo libro a un importante editore, e Fallon decide di seguirlo, così da rendere il momento in cui gli chiederà di sposarla memorabile. Siccome Blake ha chiuso i rubinetti, Adam vorrebbe che Jeff versasse una tangente per consentirgli di ottenere la licenza medica. Fletcher spiega a Sam che lui e suo marito sono una coppia aperta, proponendogli di riprendere a frequentarsi. Sam accetta, ricevendo in regalo un bell'orologio.
Sul volo per Londra Liam racconta a Fallon la trama del suo libro, una detective story in cui immagina di essere il protagonista e i suoi amici e familiari gli altri personaggi. Fallon, delusa perché la narrazione si è protratta per l'intero tragitto e le ha impedito di fargli la proposta, solleva delle obiezioni e i due finiscono per discutere. Successivamente Fallon scopre che il viaggio è stato una montatura, poiché Liam aveva ritenuto opportuno fosse lui a fare la proposta di matrimonio e non viceversa. Dominique segue Cristal in un albergo, convinta che sia andata a un incontro amoroso, mentre invece sta pagando il sicario incaricato di uccidere Alexis. Preoccupata che Sam possa essere la ruota di scorta di Fletcher, Kirby convince quest'ultimo a lasciarlo per il suo bene. Adam vuole ricavare i soldi per la licenza dalla vendita del vigneto che aveva acquistato per Blake, ma i relativi documenti sono nella tenuta Carrington. Qui ha un incontro ravvicinato con Kirby, facendo sesso assieme a lei nello studio del padre.
Fallon e Liam sono al La Mirage a festeggiare il loro fidanzamento, con Sam che rivela di essere stato a conoscenza dei progetti di Liam e averglieli tenuti nascosti. Mentre Fallon e Sam stanno chiacchierando da soli, Liam è avvicinato da una ragazza del suo passato di nome Heidi, la quale le presenta un bambino di nome Connor come loro figlio.

## Quella perfida matrigna
- Titolo originale: That Wicked Stepmother
- Diretto da: Brandi Bradburn
- Scritto da: Sallie Patrick, Josh Schwartz e Stephanie Savage

### Trama
Fallon è indaffarata nei preparativi della festa di fidanzamento che si svolgerà al La Mirage. Liam le espone la situazione venutasi a creare con Heidi e Connor, chiedendole di poter trascorrere del tempo da solo con suo figlio, mentre la madre è impegnata in un colloquio di lavoro a Savannah. Quando Dominique le mostra il video del suo incontro in albergo, Cristal si vede costretta a fingere di aver veramente visto un amante con cui ha chiuso la relazione. La signora Carrington ha stabilito che Alexis deve essere uccisa alla festa di Fallon, ma il sicario si tira indietro e Beto prova inutilmente a farla desistere dal macchiarsi del delitto. Blake propone ad Adam di tornare a vivere nella tenuta, rivelandogli che è stato lui a causare la malattia di Jeff e mettendolo al corrente del suo progetto di portargli via la Carrington Atlantic. Inizialmente Adam non è dell'idea di tradire Jeff e Alexis, ma Blake gli fa capire che se perdono questa battaglia sarà proprio lui a rischiare in prima persona per averlo avvelenato. Dominique chiede a Michael di intercedere con Fallon perché ingaggi Vanessa per cantare alla sua festa di fidanzamento.
Temendo che il bambino possa monopolizzare l'interesse di Liam, Fallon si unisce a loro per una serata giochi in cui tuttavia si sente esclusa dallo speciale rapporto tra padre e figlio. A peggiorare le cose arriva la notizia che Heidi, andato male il colloquio a Savannah, potrebbe trovare lavoro ad Atlanta, oltre al fatto che Liam ha invitato lei e Connor alla festa. Fallon prova a far offrire ad Heidi un lavoro a San Diego, indispettendo Liam che la accusa di essere gelosa di Connor. Blake impone ad Alexis di non presentarsi alla festa di Fallon, nonostante le rimostranze della donna che non vorrebbe mancare in qualità di madre della futura sposa. Cristal si reca a casa di Jeff per chiedere ad Alexis di venire ugualmente alla festa, così da poter attuare il suo piano. Siccome il contratto per il reality rischia di saltare, Dominique divulga il video del suo rapporto sessuale con Michael, mandando Vanessa su tutte le furie. Blake scopre che Adam lo ha tradito, facendo il doppiogioco con Jeff e Alexis allo scopo di ottenere l'abilitazione medica. Sam apre gli occhi a Fallon sull'importanza che Connor, volente o nolente, ha per Liam e che farà bene ad accettare questa cosa.
Fallon si rappacifica con Liam, dicendosi pronta a essere la matrigna di Connor. Beto sbaglia il suv sotto cui piazzare l'esplosivo, finendo lui vittima dell'esplosione che gli causa alcune ustioni di secondo grado. Dominique si vanta con Vanessa dei risultati che sono riuscite a ottenere, dalla vendita dei diritti del reality al fatto che la ragazza si trasferirà alla tenuta Carrington, convincendola a dimenticare il tradimento con Michael e a farla restare sua manager. Il video che rischia di inchiodare Blake è la confessione registrata da Adam in cui gli attribuisce la responsabilità di avergli ordinato l'avvelenamento di Jeff. Heidi abbandona Connor, chiedendo a Liam e Fallon di far avere al bambino una vita migliore rispetto a quella che potrebbe dargli lei.

## In cima all'albero
- Titolo originale: Up A Tree
- Diretto da: Andi Behring
- Scritto da: Sallie Patrick, Josh Schwartz e Stephanie Savage

### Trama
Blake mal sopporta la presenza delle telecamere nella tenuta per le riprese di Casa di Deveroo. Nonostante dovrebbe essere ancora arrabbiata con Dominique, Vanessa si fa convincere dalla madre a chiedere a Michael di recitare come se la faccenda del video non fosse successa. Jeff sta traendo beneficio dalle cure olistiche, ma Alexis vorrebbe che si affidasse alla medicina tradizionale e incarica Adam di trovare una terapia. Il bancomat di Heidi è rintracciato a Montgomery e Liam si precipita sul posto, chiedendo a Fallon di badare a Connor. Blake inizia a insospettirsi delle frequenti capatine di Cristal in Messico, così decide di seguirla in quello che avrebbe dovuto essere l'addio al nubilato di un'amica, scoprendo che la moglie sta cercando di far espatriare Beto, a cui la polizia stava iniziando a fare troppe domande.
Vanessa invita Michael alla festa per il lancio del suo primo singolo. Adam è a conoscenza di farmaci sperimentali della Chlorcyte per la malattia di Jeff, ma quest'ultimo non vuole accettare l'aiuto di colui che lo ha avvelenato. Adam procura i farmaci ad Alexis che deve farli assumere a Jeff senza che questi lo sappia. Dopo aver affidato Beto alle cure dei medici messicani, Blake chiede conto alla moglie di cosa è successo alla festa di Fallon, ribadendole il bisogno che sia trasparente con lui. Fallon deve trovare Connor, scappato dopo essersi lasciata sfuggire che Heidi lo ha abbandonato. Il bambino è salito su un albero e non vuole scendere finché non avrà parlato con la madre. Fallon conquista la fiducia di Connor, raccontandogli che anche lei ha sperimentato la fuga della madre. Connor accetta di scendere, ma un ramo si spezza e precipita nel lago. 
Blake e Cristal rientrano alla tenuta nel bel mezzo della festa per il singolo di Vanessa, ordinando ai presenti di sloggiare. Connor viene salvato dal pronto intervento di Liam e Michael, con Fallon in apprensione come una vera madre. Al ritorno in albergo, si trovano davanti Heidi che dice di aver superato un momento di crisi ed essere pronta a riprendersi Connor. Vanessa si dice felice di avere Michael al suo fianco, anche se si tratta di una mossa orchestrata con Dominique per farlo restare a bordo dello show. Cristal esprime a Blake il deisderio di tornare a lavorare come infermiera sfruttando la Fondazione Carrington. Tornato a casa, Jeff ha un malore dovuto ai farmaci della Chlorcyte che Alexis gli ha somministrato di nascosto nel drink alla festa.

## Ma il prossimo intervento lo offre la casa?
- Titolo originale: Is the Next Surgery on the House?
- Diretto da: Michael A. Allowitz
- Scritto da: Sallie Patrick, Josh Schwartz e Stephanie Savage

### Trama
Blake e Cristal progettano di aprire una clinica per veterani, ma devono vincere la ritrosia del consiglio ospedaliero. Fallon e Liam vogliono ottenere la custodia di Connor, ma l'avvocato di Laura prospetta loro una dura battaglia legale. Fallon si rivolge a Blake, visti i suoi precedenti, ricevendo il consiglio di scandagliare la vita di Heidi a caccia di scheletri nell'armadio. Anders scopre che nella sua fuga Heidi non è stata da un'amica, bensì in una fattoria in Arkansas dove viene praticata meditazione orgasmica. Jeff si risveglia in ospedale e Alexis prova ad attribuire la colpa dello svenimento alle cure olistiche, benché i medici sospettino altre cause. Adam li indirizza su un'insufficienza epatica, motivo per cui Jeff necessita di un trapianto. Costui minaccia Adam di trovare una cura, dato che in caso di morte il suo avvocato ha l'ordine di divulgare il video della confessione. Sam assume in prova Kirby come organizzatrice di eventi al La Mirage, preso d'assalto grazie alla pubblicità di Casa di Deveroo. All'hotel si presenta Rami, il ragazzo che Sam introdusse nella tenuta Carrington per rubare a Blake, appena uscito di prigione e bisognoso di una sistemazione. Kirby non è entusiasta all'idea di un ex galeotto che si nasconde nel La Mirage.
Fallon propone ad Heidi di scatenarsi prima del suo ritorno a casa. In combutta con Blake, Fallon fa prendere ad Heidi la sua macchina, in modo che venga fermata dalla polizia per il furto del veicolo. Cristal biasima Blake perché il suo impegno per la causa di Fallon lo sta distogliendo dal proposito di diventare una persona migliore. La donna è arrabbiata perché il centro per veterani rischia di non vedere la luce, a causa dell'arrivo di un nuovo prete meno aperto su questo fronte. Adam prova a convincere la moglie di un malato terminale a donare il suo fegato, compatibile con quello di Jeff, però sono osservanti di una religione contraria al prelievo degli organi. Dopo non essere riuscito a rubare il cadavere dell'uomo appena morto per prelevarne il fegato, Adam comunica a Jeff che ha pochi giorni di vita. Un assessore ospite del La Mirage lamenta il furto dell'orologio e Kirby incolpa Rami del fatto. A una rapida ispezione della stanza Rami sembra innocente, ma in seguito Sam trova l'orologio nascosto nell'asta della tenda. Rami implora Sam di concedergli un'altra chance, ricordandogli che è stato fortunato a non provare l'esperienza della prigione.
Adam annuncia ad Alexis che ha intenzione di donare il suo fegato a Jeff, anche se l'intervento sarebbe rischioso per lui. Cristal riesce a spuntarla con il prete, convincendolo a battersi per l'apertura del centro veterani. Proprio quando Fallon e Liam pregustano la vittoria su Heidi, costringendola ad accettare il loro accordo, la donna fa una rivelazione sconvolgente che spariglia completamente le carte. Nello specifico, Heidi ha avuto una relazione clandestina con il padre di Liam, dalla quale è nata Connor. Dunque, il bambino non è figlio, bensì fratello di Liam, e per tutto questo tempo è stata vincolata al silenzio da Laura. Apparentemente titubante, Liam si scaglia contro la madre, intimandole di non presentarsi al matrimonio. Fallon informa Blake, felice di essere tornata a lavorare insieme, che lei e Liam verranno a vivere nella tenuta. Laura si presenta al cospetto di Blake per obbligarlo a un patto, lui dovrà impedire il matrimonio tra Fallon e Liam, lei in cambio si opporrà alla vendita della Carrington Atlantic a Jeff.

## Ha annullato...
- Titolo originale: She Cancelled...
- Diretto da: Pascal Verschooris
- Scritto da: Sallie Patrick, Josh Schwartz e Stephanie Savage

### Trama
Blake comincia la sua opera di dissuasione per il matrimonio, evidenziando a Liam come Fallon abbia già diverse nozze mancate alle spalle, in particolare quelle con il suo primo vero amore Michael. Questi viene convinto da Dominique a festeggiare il suo compleanno a beneficio di telecamere, così da rinfocolare la storia con Vanessa. Cristal è preoccupata per aver ricevuto delle avances da Padre Collins, con cui sta lavorando all'apertura del centro veterani. Come se non bastasse Adam, pur convalescente dopo l'operazione, è stato messo a supervisionare il progetto per conto della commissione ospedaliera. Per il suo matrimonio Fallon vuole l'acclamata fashion designer Gigi Henry, ma riceve un rifiuto a causa dei questionari dei dipendenti della Femperial in cui viene dipinta come un capo freddo e dispotico. Per provare a veicolare una diversa immagine di sé, Fallon partecipa al podcast Love, Sidney, in cui però l'attenzione viene monopolizzata da Alexis. Convinto che Rami sia davvero cambiato, Sam lo sta riempiendo di regali e attenzioni, al punto di prospettargli l'assunzione come assistente di Kirby.
Saputo che Laura conosce Gigi, Liam propone a Fallon di sfruttare questa cosa a suo vantaggio, ingaggiandola per il matrimonio. Fallon però, pur di non dare soddisfazione a Laura, si tira indietro e discute con Liam. Alla festa di Michael i rapporti tra i due diventano sempre più tesi, dopo che Liam ha visto Fallon parlare a tu per tu con Michael, dato che ormai gli è stato messo il tarlo sul loro amore mai sopito. Fallon telefona a Love, Sidney, dove sua madre è ormai opinionista fissa, ricevendo un consiglio su come gestire la situazione. In realtà, Fallon, Liam e Blake sono in combutta contro Laura, facendole credere che il suo piano stia andando al meglio. Fallon vuole offrire uno spazio podcast ad Alexis, anche se ha abbandonato il proposito di conquistare Gigi. Cristal pretende di estromettere Padre Collins dal centro veterani, con Adam contrario perché la presenza del prete è essenziale per la buona riuscita del progetto. Sam trova la cassaforte svuotata da Rami e Kirby, forte del fatto che non le ha creduto, non è disposta ad aiutarlo. Anders fornisce a Michael la prova che Dominique e Vanessa lo stanno usando per lo show.
Facendo tesoro delle critiche ricevute, Fallon si mostra più gentile nei confronti dei dipendenti. Cristal si confronta con Padre Collins sulle ragioni per le quali non lo vuole intorno a sé, finendo però per cedere in tentazione. Laura informa Blake che licenzierà il funzionario della Carrington Atlantic corrotto da Jeff, ma il signor Carrington deve continuare a recitare la sua parte e bacia Laura nello stesso momento in cui Cristal sta facendo altrettanto con Padre Collins, ignorando che Adam li sta osservando.

## Dai l'impressione che essere prete sia una cosa brutta

### Trama
Cristal è riuscita a ottenere l'agognata apertura del centro veterani, ma sia lei che Padre Collins si sentono in colpa per il bacio. Per di più Cristal vorrebbe confessare la propria colpa a Blake, ma il marito la precede regalandole una preziosissima collana. Fallon scopre che all'inaugurazione si esibiranno Kelly e Donna, due cantanti molto amate da Liam, motivo per cui vorrebbe ingaggiarle per il suo matrimonio. Proprio adesso che sta pensando di cambiare vita dopo essere sopravvissuto all'intervento chirurgico, Adam è stato ripreso mentre rubava i farmaci e la sua superiore, la Dottoressa Bailey, minaccia di licenziarlo. Fallon fa notare a Cristal che probabilmente è Blake ad aver combinato qualcosa, altrimenti non le avrebbe regalato una collana così bella. Blake è nervoso perché ha scoperto che Laura sta cercando di imbrogliarlo, rivendendogli l'Atlantic proprio adesso che le sue petroliere sono bloccate in acque moldave. Rimasto solo dopo la discussione con Kirby, Sam vuole diventare amico di Jeff a tutti i costi.
Analizzando i dati della app di fitness, Cristal si accorge che Blake molto probabilmente l'ha tradita con Laura. Blake deve precipitarsi con Anders in Moldavia, indispettendo Cristal che aveva pregustato il loro ballo insieme. Fallon deve sostituire la matrigna nel discorso di benvenuto agli ospiti della festa, ma fa una pessima figura con Kelly e Donna perché, per ingraziarsele, aveva finto di essere stata membro della loro stessa confraternita universitaria. Fallon avrà comunque modo di rimediare, rimpiazzando l'indisposta Kelly in un duetto con Donna. Cristal balla assieme a Padre Collins, finendo per fare sesso con lui nel dopo serata. Kirby obbliga Cristal a impedire che la Bailey licenzi Adam, altrimenti è pronta a svelare il suo adulterio con il prete. Michael chiede l'aiuto di Fallon per vendicare l'imbroglio subito da parte di Dominique e Vanessa. Mentre Sam e Kirby si rappacificano, Adam viene informato che Blake e Anders sono stati rapiti in Moldavia.

## Un salvataggio in stile Robin Hood
- Titolo originale: Robin Hood Rescue
- Diretto da: Jeffrey W. Byrd
- Scritto da: Paula Sabbaga

### Trama
Adam e Liam si offrono di andare in Moldavia a liberare Blake e Anders, strappando il consenso di Cristal con l'intesa di non far sapere nulla a Fallon. Blake rifiuta senza troppi complimenti la proposta, avanzata dal re moldavo, di restituire il petrolio in cambio della loro libertà. Fallon deve fronteggiare una causa legale dovuta a un cattivo consiglio dato da Alexis a un'ascoltatrice nel nuovo podcast. Evan torna in scena, proponendosi come rappresentante della Unlimited nel contenzioso e consigliando Fallon di accordarsi con la controparte per evitare conseguenze peggiori. Alexis non intende firmare il patteggiamento e instilla in Fallon il dubbio che provi qualcosa per Evan. Convinta che quanto capitato a Blake sia una punizione divina, Cristal taglia i ponti con Padre Collins. Dominique vuole affidare Vanessa a un acclamato produttore che promette di renderla in breve tempo una star mondiale. Sam si unisce alla missione di Adam e Liam in Moldavia, credendo che si trattasse dell'addio al nubilato di Ridley. Appena messo piede in territorio moldavo, Adam e Liam sono immediatamente tratti in arresto, raggiungendo Blake e Anders in prigione. L'unica speranza di salvezza è Sam, rimasto a bordo dell'aereo a ubriacarsi.
Alexis spiega a Fallon che non vuole interrompere l'esperienza del podcast perché finalmente qualcuno ascolta le sue idee. Fallon riesce a dimostrare che la querelante non ha avuto l'incidente per colpa di Alexis, avendo cercato un modo per fare soldi. Memore di quando si infilava nelle case degli altri, Sam si introduce nei cunicoli della prigione e offre una via di fuga ai prigionieri. Benché si fosse immolato per restare in carcere, riuscendo poi comunque a fuggire, Adam se la prende con Blake che si ostina a non voler riconoscere i suoi meriti, soprattutto quando scopre che il genitore è riuscito comunque a riprendersi il petrolio. Dominique fa saltare l'accordo con il produttore, impuntandosi che vuole essere lei a gestire in prima persona la carriera di Vanessa. Michael rivela a Dominique di averla ingannata, ingaggiando un falso produttore che l'ha indotta ad alzare troppo la posta, con il risultato di far chiudere i battenti a Casa di Deveroo. Evan torna alla carica con Fallon, la quale non ritiene opportuno riprendere una frequentazione a poco tempo dal matrimonio. Blake implora il perdono di Adam, offrendogli il posto di vicepresidente della Carrington Atlantic quando l'avrà riconquistata, senza sapere che il figlio lo userà per fargliela pagare. Cristal comunica a Blake di volere una pausa di riflessione.

## Che sbornia!
- Titolo originale: My Hangover's Arrived
- Diretto da: Gina Lamar
- Scritto da: Sallie Patrick, Josh Schwartz e Stephanie Savage

### Trama
Risentita per essere stata tenuta all'oscuro della faccenda moldava, Fallon vuole vincolare Liam a un accordo prematrimoniale. La futura sposa è rapita da Sam e Kirby per un indimenticabile addio al nubilato a New Orleans, al quale si aggrega anche Cristal. I quattro si risvegliano la mattina con la camera a soqquadro, un serpente strisciante e un certificato di matrimonio che fa pensare a un probabile matrimonio di Fallon con uno sconosciuto. Ricostruendo i movimenti della serata, giungono in un negozio di antiquariato, dove vengono arrestatati per furto e successivamente liberati grazie all'arrivo di Michael. La Moldavia fa causa a Blake per sottrazione di petrolio, bloccando l'operatività della Carrington Atlantic proprio adesso che è appena tornata nelle sue mani. Incaricato di stilare un profilo di Adam, Anders informa Blake di comportamenti alquanto preoccupanti compiuti dal ragazzo in passato, cui il signor Carrington sembra dare poco peso. Jeff si è messo insieme alla vecchia compagnia di college Mia e chiede il divorzio ad Alexis, essendo venute meno le ragioni del loro accordo. Alexis non intende rinunciare ai benefici del matrimonio con Jeff e tenta, senza successo, di sabotare la sua relazione con Mia.
Le ricerche sugli accadimenti della serata precedente conducono il gruppo a uno strip club dove si esibisce un giovane spogliarellista di nome Scorpio. Questi, il cui vero nome è Ryan, dice di non aver sposato Fallon, bensì Sam. Anders trova un biglietto di Adam nella stanza di Kirby, intuendo che la figlia lo sta frequentando. Quando discute della faccenda con Alexis e notando che non ne è affatto turbata, Anders intuisce che è stato Adam a causare il suo incidente con il caminetto. La conferenza stampa della Carrington Atlantic è funestata dall'esplosione di una raffineria, provocata dall'inquinamento del petrolio moldavo ordinato da Adam. Avendo imparato dall'esperienza a New Orleans che è lei la prima a compiere pazzie, Fallon brucia il contratto prematrimoniale che avrebbe voluto far firmare a Liam. Anders mette in guardia Kirby da Adam, riferendole i propri sospetti circa la sua responsabilità nell'aver ustionato la faccia di Alexis. Kirby non crede al padre e riporta la loro conversazione ad Adam, con il risultato di turbarlo perché Alexis ha violato il loro accordo circa il non rivelare la sua responsabilità nella faccenda del caminetto. Deciso ad andare fino in fondo per salvare la figlia, Anders parte verso Nord a caccia della verità sul passato di Adam.